# ريانتشو
بلدية ريانتشو (بالإسبانية: Rianxo)‏، هي إحدى بلديات مقاطعة لا كرونيا إحدى مقاطعات إسبانيا، و التي تقع في منطقة جليقية شمال غرب إسبانيا.
يبلغ عدد سكانها 11.747 نسمة وفقاً لإحصائية سنة (2002).

## أعلام
- ألفونسو رودريغيز
- إستر دي كاسيريس